# Чумаченко Олександр Миколайович
Олекса́ндр Микола́йович Чумаче́нко (15 листопада 1979 — 22 січня 2015) — старший сержант Збройних сил України. Учасник російсько-української війни.

## Короткий життєпис
Працював у ПАТ «АрселорМіттал Кривий Ріг», машиніст бурильної установки бурової дільниці кар'єра № 3 з 2005 року.
Мобілізований у березні 2014-го, командир бойової машини — командир відділення, 25-та окрема повітрянодесантна бригада.
22 січня 2015-го загинув у бою поблизу Авдіївки, тоді ж полягли молодший сержант Микола Закарлюка, старші солдати Олексій Жадан, Микола Кучер та Андрій Стародуб, солдати Андрій Ткач й Олександр Черніков.
Похований у місті Кривий Ріг, кладовище «Центральне». Без чоловіка лишилася дружина.

## Нагороди та вшанування
- Указом Президента України № 311/2015 від 4 червня 2015 року, «за особисту мужність і високий професіоналізм, виявлені у захисті державного суверенітету та територіальної цілісності України, вірність військовій присязі», нагороджений орденом «За мужність» III ступеня (посмертно)[1].
- Нагороджений відзнакою м. Кривий Ріг «За заслуги перед містом» 3 ст. (посмертно).
- У вересні 2016-го в Кривому Розі відкрито меморіальну дошку Олексію Чумаченку[2].
- Вшановується в меморіальному комплексі «Зала пам'яті», в щоденному ранковому церемоніалі 22 січня[3][4].